# Волоцкие (князья)
Князья Волоцкие — угасший русский княжеский род, Рюриковичи, происходящий от Великих князей Московских.
Род внесён в Бархатную книгу.

## Происхождение и история рода
Борис Васильевич (26 июля 1449—1494), шестой сын Великого князя Московского Василия II Васильевича Тёмного (1415—1462) и Марии Ярославны (ок. 1418—1484), дочери удельного князя Боровского и Малоярославецкого Ярослава (Афанасия) Владимировича, получил от своего отца в удел город Волок-Ламский (1462). Он стал родоначальником князей удельного Волоцкого княжества, в состав которого (помимо Волока-Ламского) входили города Руза и Ржев.
После смерти Бориса Васильевича († 1494) Волоцкое княжество досталось его старшему сыну Фёдору Борисовичу (1476—1513), который в том же (1494) передал своему младшему брату Ивану Борисовичу города Рузу и Ржев.
Фёдор Борисович († 1513) и Иван Борисович († 1504) умерли бездетными и погребены в Иосифо-Волоцком монастыре. Кроме сыновей Борис Васильевич имел дочерей, из которых Анна была замужем за князем Петром Дмитриевичем Большим Хохолковым-Ростовским.
После их смерти Волоцкий и Рузский уделы отошли к Москве.